# Sebastian Euringer
Sebastian Euringer (* 20. Januar 1865 in Augsburg; † 10. Juli 1943 in Dillingen an der Donau) war ein deutscher Theologe und Orientalist.

## Leben
Er studierte in München, Oxford und Jerusalem. Nach der Priesterweihe 1887 promovierte er 1890 (Der Masorahtext des Koheleth). Nach der Habilitation 1900 (Die Auffassung des Hohenliedes bei den Abessiniern) wurde er außerordentlicher und 1910 ordentlicher Professor für Altes Testament am Lyzeum in Dillingen, ab 1923 an der Philosophisch-Theologischen Hochschule Dillingen, wo er bis 1924 lehrte. Er war ein ausgezeichneter Kenner der altäthiopischen Sprache und Literatur.
Sebastian Euringer ist Bruder des Bankiers und Schriftstellers Gustav Euringer (1854–1922) sowie Onkel des Schriftstellers Richard Euringer (1891–1953).

## Schriften (Auswahl)
- Die Auffassung des Hohenliedes bei den Abessiniern, ein historisch-exegetischer Versuch. J. C. Hinrichs, Leipzig 1900, OCLC 457705014.
- Der Streit um das Deuteronomium (= Biblische Zeitfragen. Band 4, Nr. 3). Aschendorff, Münster 1911, OCLC 247024742.
- Die Kunstform der althebräischen Poesie (= Biblische Zeitfragen. Band 5, Nr. 9/10). Aschendorff, Münster 1912, OCLC 237146839.
- Die Ueberlieferung der arabischen Uebersetzung des Diatessarons. Hrsg.: Georg Graf (= Biblische Studien. Band 17, Nr. 2). Herder, Freiburg i. Br. 1912, OCLC 310692526.
- Die Chronologie der biblischen Urgeschichte Gen. 5 u. 11 (= Biblische Zeitfragen. Band 2, Nr. 11). Aschendorff, Münster 1913, OCLC 913415184.
- Die aethiopische Anaphora des heiligen Basilius. Nach vier Handschriften herausgegeben übersetzt und mit Bemerkungen versehen. Pont. Institutum orientalium studiorum, Rom 1934, OCLC 1203785232.
- Verzeichnis der abessinischen Handschriften des Völkermuseums in Stuttgart. In: Orientalia. Commentarii periodici de rebus Orientis antiqui. 4 (1935), S. 465–483. jstor.org